# Balkanhalvön

Balkanhalvön definierad efter Donau-Sava-Kupa-linjen.

Balkanhalvön, eller enbart Balkan, (från turkiskans balkan för "skogklädda berg") är ett historiskt och geografiskt namn som sedan början av 1800-talet används för att beskriva ett område i sydöstra Europa. Namnet är lånat från Balkanbergen trots att dessa varken är halvöns högsta eller mest centrala berg. Andra benämningar, såsom Illyriska halvön, Turkisk-grekiska halvön och Sydslaviska halvön, har funnits på grund av befolkningens art eller av historiska skäl.
Balkanhalvön avgränsas av Adriatiska havet i väster, Joniska havet i sydväst, Medelhavet i söder, Egeiska havet, Hellesponten, Marmarasjön och Bosporen i sydöst samt Svarta havet i öster.
Oenighet råder hur Balkan skall avgränsas, kulturellt, historiskt eller geografiskt, men en vanlig definition inkluderar Serbien, Grekland, Montenegro, Bulgarien, Rumänien, Nordmakedonien, Kroatien, Bosnien och Hercegovina, Albanien samt Kosovo och europeiska delen av Turkiet.
Halvöns nordliga geografiska gräns är mest omtvistad, men vanligen anges floderna Donau-Sava-Kupa/Kolpa, samt linjen från Kupa/Kolpas källa ner till Kvarnerviken (vid hamnstaden Rijeka) utgöra dess nordliga gräns (se nedre kartan till höger). I de geografiskt mest vida definitionerna av halvön, följer den nordliga gränsen Dinariska alpernas nordligaste utlöpare till Julianska Alperna, genom en mindre del av Slovenien över Postojna-bäcknet och Vipavadalen in i Gorizia- och Trieste-provinserna i Italien. Detta motsvarar definitionen av den serbiske geografikern Jovan Cvijić (se kartan). 

## Länder på Balkanhalvön
Här redovisas länder på Balkan enligt Donau-Sava-Kupa-definitionen.

### Länder och regioner vars hela yta ligger på Balkanhalvön
- Bulgarien
- Montenegro
- Nordmakedonien
- Bosnien och Hercegovina
- Albanien
- Kosovo

### Länder vars yta till större delen ligger på Balkanhalvön
- Serbien (ej norra delen)
- Grekland (ej grekiska övärlden)
- Kroatien (ej nordöstra delen)

### Länder med en mindre del av sin yta på Balkanhalvön
- Rumänien (enbart Dobrudzja)
- Turkiet (enbart östra Thrakien)
- Slovenien (enbart Primorska, Notranjska och del av Dolenjska. Ingår ej i Balkanhalvön enligt Donau-Sava-Kupa-definitionen)

## Länder på Balkanhalvön i kulturell mening
Enligt Nicolaus Rockberger går den skarpaste kulturgränsen i Europa tvärsöver Balkanhalvön – gränsen mellan den romersk-katolska och östortodoxa kristna kultursfären. År 395 delades Romarriket i Väst- respektive Östromerska rikena utmed floderna Drina, Sava och Donau. Det blev en politisk, religiös och kulturell gräns som har bestått genom århundradena till våra dagar.
Enligt den östortodoxa traditionen är en monark utvald av Gud och kyrkans överhuvud, varför kyrkan i regel var statsmaktens verktyg, till skillnad från den romersk-katolska kultursfären, i vilken monarken var beroende av kyrkan för sin kröning och det i regel har funnits en balans mellan den världsliga och religiösa makten. Detta tar sig enligt Rockberger uttryck i en totalitär statsuppfattning med föga utrymme för individen, medan det finns en tradition av kompromisser i väst. Därför har flera länderna på Balkanhalvön en tradition av starka totalitära statssystem.
En annan viktig faktor för den kulturella utvecklingen på Balkanhalvön var Osmanska riket. Osmanska rikets seger mot serberna på Trastfältet (slaget på Trastfältet) 1389 öppnade vägen för turkarnas erövringar på Balkanhalvön och försök att expandera vidare in i Centraleuropa under de följande århundradena. De nuvarande staterna Albanien, Bosnien och Hercegovina, Bulgarien, Grekland, Kosovo, Montenegro, Nordmakedonien, Rumänien och Serbien hamnade under månghundraårig osmansk kontroll. Mellan 1493 och 1606 erövrades successivt merparten av dåtidens Kroatien av turkarna. Ett avgörande slag 1606 i norra Kroatien satte stopp för Osmanska rikets vidare expansion norrut. Genom det Osmanska riket introducerades islam på Balkanhalvön, framförallt i Bosnien och Hercegovina och Albanien. Vidare innebar det månghundraåriga osmanska styret att de berörde länderna, undantaget Kroatien, gick miste om att utveckla sitt kulturarv via renässansen och barocken och synen på individen och människovärdet via humanismen, upplysningstiden och liberalism.
En socio-kulturell egenhet som skiljer Balkanhalvön från Centraleuropa som kulturell region är familjestrukturerna. Med de frankiska erövringarna i Centraleuropa spreds under tidig medeltid ett nytt system att förvalta odlingsmark – så kallat Hufenverfassung. Detta medförde att rätten att ärva land föll på äldste alternativt yngste sonen i hushållet, istället för att delas lika mellan alla söner i hushållet, såsom tidigare var vida spritt i Europa. Följden blev att man i delar av Centraleuropa tidigt gick från storhushåll till mindre kärnfamiljer, senare familjebildning och att lantegendomarnas integritet bevarades, istället för att successivt styckas upp i mindre bitar. Slovenien omfattades av detta centraleuropeiska landförvaltningssystem. På Balkanhalvön och i östra Europa levde det äldre landförvaltningssystemet kvar, vilket gynnade tidig familjebildning och stora hushåll. Utvidgade patriarkala familjestrukturer var tidigare vanliga på södra och centrala Balkanhalvön, från norra Grekland upp till Kroatiens södra och östra gränsområden. På sydslaviska språk kallas familjestrukturerna zadruga (utvidgad familj). De är kopplade till pastoral ekonomi och bygger på mycket arkaiska traditioner som antas föregå både det antika Grekland och Romarriket i regionen. Förfädersdyrkan var ofta en viktig komponent i dessa familjesystem. Medan det i likhet med länder från germanska och nordligare slaviska kulturtraditioner i Slovenien fanns en tradition med ting, där konsensus- eller majoritetsbeslut fattades under demokratiska former, hade familjeöverhuvudet i en zadruga obestridd auktoritet i byn.
Enligt Encyclopædia Britannica räknas ofta hela eller delar av Grekland i kulturella definitioner av regionbegreppet bort, eftersom Grekland har en lång kust mot Medelhavet och en kultur knuten till detta. Denna syn står delvis i kontrast till det som redogjorts för i detta avsnitt.
Rumänien som geografiskt har en mycket begränsad del på Balkanhalvön, brukar ingå i det kulturella regionbegreppet genom dess historiska arv från Ottomanska riket.
Turkiet har geografiskt också en mycket begränsad del på Balkanhalvön och kulturen varierar beroende på vilken region man befinner sig i landet. Eftersom Turkiet är knuten till Balkanhalvön , Medelhavsområdet, Kaukasien och Mellanöstern har landet en heterogen kultur. Däremot har den haft stort inflytande på den kulturella utvecklingen på Balkan under Osmanska rikets ledning. 
Slovenien som helhet ingår inte i det kulturella regionsbegreppet. Efter anslutningen av de slovenskspråkiga områdena i Karantanien, Krain, Friulien och Istrien, mellan Alperna och Adriatiska havet, till Frankerriket vid mitten av 700-talet, kom slovenerna att ingå i den vidare germanska kultursfären. Frankerna uppmuntrade invandringen tyskspråkiga, främst bajerska, nybyggare till regionen och inledde skapandet av Österrike. Slovensk och österrikisk kulturhistoria är nära sammanflätade i det österrikiska stats- och nationsbygget sedan tidig medeltid. Först germaniserades språkligen adeln i Österrike och efterhand också till stor del allmogen, då slovenskspråkiga assimilerades och uppgick i den tyskspråkiga befolkningen. Under reformationen på 1500-talet övergick såväl adel, borgare som en stor del av allmogen till protestantisk lära från katolicism och en process för att skapa en mer jämbördig status för det slovenska språket med tyskan, inte minst inom utbildningsväsendet, inleddes, men stoppades av motreformationen och det var först genom upplysningstiden på 1700-talet som det slovenska språket och därtill kopplade kulturen fick ett nytt uppsving Slovenien förblev en del av Österrike till 1918. Till skillnad från övriga länder i forna SFR Jugoslavien, var Slovenien aldrig en del av Ottomanska riket. Även om Slovenien som helhet brukar betraktas som en centraleuropeisk kultur, präglas kustlandet av medelhavskultur, historiskt under inflytande från Republiken Venedig.
Kroatien är heller inte är en självklar del av regionbegreppet ur ett kulturellt perspektiv. Även om det finns kulturella element typiska för Balkanhalvön i Kroatien, inte minst i områdena för den forna militärgränsen, så kallade ”krajine (plural)”, där flyktingar från andra sydslaviska och icke-slaviska folk fick bosätta sig under krigen mot osmanerna under 1500-talet, i gengäld mot att de hjälpte till att organisera försvaret, omfattades det romersk-katolska Kroatien, liksom Slovenien, av renässansen, barocken, reformation och motreformation, humanism och upplysningstid. Enligt Kjell Magnusson, docent på Hugo Valentin-centrum, Uppsala universitet, och Balkan-expert, utvecklades Kroatien efter ungefär motsvarande kulturella linjer som länderna i Centraleuropa. Kroaterna hamnade i vasallstatsställning till Frankerriket på 800-talet, men till skillnad från situationen i de slovenskspråkiga landområdena, skedde ingen omfattande invandring av tyskspråkiga nybyggare till de kroatiskspråkiga landområdena, varför förutsättningarna för en självständigare politisk och kulturell utveckling för kroaterna var gynnsammare än för slovenerna. År 925 skapade kroaterna ett eget kungarike. Kungariket Kroatien slöt en personunion med kungariket Ungern år 1102 och förblev i denna till dess att kronan överlämnades till huset Habsburg år 1527. Näst efter Grekland har Kroatien regionens näst längsta kustlinje och även om den centraleuropeiska identiteten är viktig för kroaterna, så är även deras kulturella koppling till Medelhavet det.
Ända sedan frankisk tid följer den kroatiska-slovenska gränsen i inlandet floden Kupa/Kolpa. Floden är en av de allmänt accepterade nordliga geografiska avgränsningarna för Balkanhalvön, liksom är mötespunkt för den vidare germanska kultursfären som slovenerna kom att ingå i och den av germanska influenser mer opåverkade sydslaviska kultursfären. Ur dessa aspekter fångar Donau-Sava-Kupa-definitionen av Balkanhalvön upp såväl geografiska som kulturhistoriska aspekter.

## Länder på Balkanhalvön i politisk mening
EU:s regionindelning Västra Balkan omfattar länderna i forna SFR Jugoslavien och Albanien, men exklusive Slovenien. Slovenien räknas i EU-sammanhang till Centraleuropa.
Grekland brukar politiskt räknas som Sydeuropa i EU-sammanhang, medan Bulgarien och Rumänien ibland benämns sydöstra Europa, men också som länder på Balkanhalvön.

## Geografi
Det turkiska namnet balkan gavs ursprungligen till Balkanbergen, men kom senare att användas för halvön. Balkanhalvön består till största delen av bergskedjor som breder ut sig från nordväst till sydöst. De viktigaste bergskedjorna är Dinariska alperna på västra Balkan, Pindosbergen i Grekland, Balkanbergen (Stara Planina på bulgariska) och Rhodopebergen i Bulgarien. Karpaterna i Rumänien och Serbien ansluter till bergen på södra Balkanhalvön. De högsta bergstopparna överstiger 2900 m. I nordöstra Kroatien, i Serbien och östra Rumänien finns också betydande slättområden, delvis av stäppkaraktär. Slätterna i Kroatien och Serbien är de västliga randzonerna av ungerska pustan; de i Rumänien västra randzonen för de större stäpperna i östra Europa och vidare in i Centralasien.
Klimatet på Balkanhalvön är lika variabelt som landskapet. Det råder medelhavsklimat vid kusterna längs Adriatiska havet, Joniska havet och delar av Svarta havet, I bergen och inlandet råder kontinentalt klimat med kalla vintrar och snö

## Demografi
Balkanhalvön har över 75 miljoner invånare. Majoriteten av befolkningen talar sydslaviska språk, men det finns ett signifikant antal folkgrupper med andra språktillhörigheter. Serber, montenegriner, kroater, slovener, bulgarer, bosniaker och makedonier tillhör gruppen sydslaver. Rumäner talar ett romanskt språk, medan albaner och greker talar andra icke-slaviska språk. Det finns även mindre folkgrupper, bland andra, ungrare, italienare, turkar, tyskar, romer, liksom de nu till stora delar assimilerade seminomadiska valachererna, utspridda i regionen.

## Befolkningshistoria och politisk historia fram till 1900-talet
Balkanhalvön är en korsväg mellan nord och syd, väst och öst och otaliga folk har passerat eller bebott området, vilket har lett till en komplex befolkningshistoria. Dagens folk på halvön härstammar från polyetniska grupperingar som huvudsakligen uppkom i samband med folkvandringstiden, genom att ättlingar till Antikens befolkningssubstrat, såsom greker, mer eller mindre romaniserade illyrer, thraker, daker och kelter, samt romare, blandades med goter, gepider och slaver, liksom till viss del med österifrån periodvis inträngande nomader, däribland alaner, skyter, sarmater, hunner, avarer och protobulgarer.
Från och med 600-talet efter Kristus präglas stora delar av Balkanhalvön av folk med slaviska språk och slavisk kultur. Dessa folk skulle ge upphov till sydslaver. Större grupper slaver hade under 500-talet flyttat från nordost till Balkanhalvön. Det handlade till stor del om nybyggare, även om bysantinska källor också nämner militära kampanjer. Slaverna nådde ut på Peloponnesos och en del av de Egeiska öarna, där de med tiden helleniserades och uppgick i den grekiskspråkiga befolkningen, men på resten av halvön uppgick i stället till stora delar den tidigare mer eller mindre romaniserade befolkningen i slaverna. I kuststäderna längs Adriatiska havet fortsatte, emellertid, latinsk kultur att samexistera med det slaviska långt efter Romarrikets kollaps.
Balkanhalvön kännetecknas idag av stor etnisk heterogenitet, med få etniskt homogena områden. Heterogeniteten skapades främst av påtvingade, ibland frivilliga, folkförflyttningar och konverteringar mellan olika religioner, till följd av månghundraårig närvaro av främmande ockupationsmakter från länder utanför Balkanhalvön. Ungerns, Ottomanska rikets, Republiken Venedigs, och Österrikes ageranden är centrala för att förstå Balkanhalvöns nuvarande etniska heterogenitet.
Ungern hade starka territoriella aspirationer på Bosnien sedan medeltiden. Slaverna i det tidig medeltida Bosnien var enligt den brittiske historikern Noel Malcolm politiskt och religiöst under kroatiskt inflytande. De var ursprungligen katoliker, likt kroaterna, men utvecklade även den självständiga bosniska kyrkan och hade periodvis ett eget kungarike. Sedan det bosniska kungariket annekterat Hercegovina (det serbiska medeltida Hum), hade det även ortodox befolkning. Ungrarna använde den bosniska kyrkan i det politiska spelet om Bosnien, för att inför påven motivera behovet av ett militärt ingripande. Ideligen smutskastade ungrarna den bosniska kyrkan som kättersk och fick under 1200-talet påvens tillstånd att till den bosniska kungen militärt eskortera dominikanermunkar för att, i praktiken, genomförda en inkvisition, samt sedan bedriva ett antal korståg mot Bosnien. Förödmjukelsen och stigmatiseringen av inkvisition och korstågen lämnade djupa sår hos de bosniska slaverna och en fientlighet till Vatikanen, vilket sannolikt bidrog till deras benägenhet att konvertera till islam under den ottomanska ockupationen. De ständiga ungerska inblandningarna i Bosniens inre politiska angelägenheter försvagade dessutom det bosniska kungariket och bidrog till dess undergång 1463, när turkarna intog landet.
Ottomanska rikets expansion på Balkanhalvön inleddes 1354, varefter Bysans (nuvarande grekiska och albanska områden) och kungarikena Bulgarien, Serbien, och Bosnien, det rumänska Valakiet, Moldova (historisk region) och Transsylvanien, liksom Kroatien successivt annekterades. I nuvarande Nordmakedonien och i delar av Bulgarien flyttade större mängder turkar in. För flera av de berörda folken upphörde den ottomanska ockupationen först med Balkankrigen, strax före första världskriget. Turkarna hade dock en ganska öppensinnad inställning till sina underkuvade undersåtar, så länge de var lojala mot sultanen och underkastade sig muslimsk sharia. Turkarna respekterade bokens folk, det vill säga judar och kristna. Dessa tilläts långtgående självstyre i religiösa administrativa enheter kallade millet, med egna lagar och domstolar, om de inte var i konflikt med sharia. Millet-systemet skapade ett relativt tolerant samhälle där olika nationer och trossamfund levde sida vid sida, vilket gynnade olika befolkningsgruppers frivilliga geografiska rörlighet inom imperiet. Kristna fick emellertid inte äga jord eller bära vapen och fick betala extra skatt, så kallad haraç, liksom ”blodskatten” devşirme. Den senare innebar att kristna bönder med flera söner betalade sultanen en son som, beroende på fysiskt duglighet eller intelligens, tvångsrekryterades till imperiets elitstyrkor yeniçeri eller administration och uppfostrades i islamsk tro. Samtidigt som detta var en förlust för familjen, kunde det vara en möjlighet. Många av de tvångsrekryterade kunde avancera i den ottomanska hierarkin, bli rika och få stort inflytande. Med tiden blev systemet mer korrupt och gynnade nepotism. För de som var ambitiösa fanns alltid möjligheten att frivilligt konvertera till islam och då slippa de extra skatterna och kunna göra karriär i imperiets administration. Flest frivilliga konverteringar skedde från ortodoxa kristna i nuvarande Albanien, Bosnien-Hercegovina, Bulgarien, Grekland, Nordmakedonien och Serbien. Det förekom även tvångsrekryteringar till islam, till exempel av katolska albaner som sedan tvångsförflyttades till nuvarande Kosovo (de gamla serbiska områdena Raška och Metohija) för att lättare kunna kontrolleras, men detta var ovanligt. Den ortodoxa kyrkan hade en privilegierad ställning i det Ottomanska riket, blev en del av etablissemanget och kunde expandera i länderna på Balkanhalvön på bekostnad av den katolska kyrkan. Den östliga schismen 1054 mellan ortodoxa och katolska kyrkorna och speciellt plundringen av Konstantinopel av katolska korsfarare 1204 hade skapat en djup fientlighet från den ortodoxa kyrkan mot Vatikanen. Detta hindrade en enad kristen front mot turkarna och blev Bysans fall. Den ortodoxa kyrkan föredrog konsekvent sultanens styre framför försoning med Vatikanen som de kallade sin värsta fiende. Detta uppskattades av turkarna som själva såg den katolska kristenheten som den värsta fienden mot Ottomanska riket och dess vidare expansionsplaner i Europa. Katolska kyrkan fick således aldrig status som millet i Ottomanska riket. Katolikerna diskriminerades och utsattes systematiskt för övergrepp, vilket gjorde att de katoliker som inte flydde i många fall konverterade till ortodoxa kyrkan, till exempel i nuvarande Albanien och Bosnien, för att kunna fortsätta att vara kristna. Enligt vissa uppskattningar flydde under 15-1600-talen hälften av alla albaner, många till Italien och en del till nuvarande Grekland. Särskilt hårt led den kroatiska katolska befolkningen, då många av striderna för att förhindra Ottomanska rikets expansion mot Centraleuropa stod på kroatisk mark. Påven Leo X talade 1519 om kroaterna som Antemurale Christianitatis (det vill säga kristenhetens skyddsvärn). Kroaterna var understödda av ungrarna och senare Habsburgarna (däribland slovenska Habsburgska trupper). Men trots den ortodoxa kyrkans privilegierade ställning i Ottomanska riket, var även ortodoxa kristna underställda muslimer. Många ortodoxa serber valde att gå i exil redan under 1400-talet när det serbiska kungariket föll till turkarna och bosatte sig i kroatiska Slavonien och södra Ungern, liksom under 1500-talet i den försvarslinje, militärgränsen, som Habsburgarna organiserade i Kroatien.
På 1100-talet blev Republiken Venedig en stor sjömakt i rivalitet med Bysans. Venetianarna aspirerade på att kontrollera handeln längs hela den östra adriatiska kusten. I ett antal krig underkuvade de kuststäderna i de slovenska och kroatiska delarna av Istrien och i det kroatiska Dalmatien. 1420 härskade venetianarna över hela Istrien och Dalmatien. Enbart Trieste i norr och Dubrovnik i söder lyckades hävda sin självständighet. Det venetianska väldet skulle vara ända till 1797. Den venetianska kulturen och det venetianska språket fick företräde framför det inhemska latinska och slaviska och befolkningen kom allt mer att italiseras genom seklerna. Under den ottomanska ockupationen av Balkanhalvön stred venetianarna och turkarna regelbundet och 700 år av strider lade det en gång så rika och kulturellt blomstrande Dalmatien i ekonomisk ruin. I det laglösa gränslandet mellan det Ottomanska riket, den venetianska kontrollerade smala kustzonen i Dalmatien och de Habsburgskt kontrollerade delarna av Kroatiens inland samlades på 1500-talet kristna flyktingar (slaver från Kroatien, Bosnien och Serbien och valacher). De kallades uskoker och bedrev ofta gerillakrig mot osmanerna och stråtröveri mot alla, däribland venetianska handelsmän. Ibland nyttjade venetianerna dem i kriget mot turkarna; ibland var de ett irritationsmoment i försöken att upprätta fredliga handelsförbindelser med osmanerna. Habsburgarna och påven hyllade dock uskokerna för deras militära insatser mot turkarna och Habsburgarna såg gärna att uskokerna störde venetianarna som på 1500-talet var deras rivaler om herraväldet runt norra Adriatiska havet. Meningsskillnaden mellan Habsburgarna och Republiken Venedig om uskokernas nytta ledde till krig, det så kallade uskokkriget 1615-1617, vilket drabbade Istrien särskilt hårt i kombination med en malariaepidemi. Efter kriget uppmuntrade bägge parter återbefolkning av ett delvis folktömt Istrien med italienare, slaver och andra folk från Balkanhalvön, vilket lade grunden till dagens etniskt heterogena Istrien. I fredsöverenskommelsen gick dessutom Habsburgarna med på att flytta uskokerna från dalmatiska kustlandet till Kroatiens inland.
I Kroatiens inland, samt i ett mindre område mellan den nuvarande slovensk-kroatiska gränsen i sydostligaste Krain, organiserade Habsburgarna under mitten av 1500-talet militärgränser som försvar mot det expanderande Ottomanska riket. Kroatiska lantdagen Sabor hade 1527, efter det kroatisk-ungerska nederlaget mot osmanerna vid Mohács året innan, valt Ferdinand I av Habsburg som sin kung, i hopp om militärt och ekonomiskt stöd för försvaret. I stort infriades inte förhoppningarna. Istället för en upprustning av existerande försvarsställningar och att skapa bättre förhållanden för soldaterna, bjöds serbisk-ortodoxa flyktingar in av Habsburgarna att bosätta sig i militärgränserna, mot att de i gengäld hjälpte till med försvaret. Flyktingarna fick också privilegiet att bli fria bönder i militärgränserna, medan majoriteten av de kroatiska och slovenska bönderna var livegna under feodalherrar. Detta var en nagel i ögat på kroaterna och slovenerna och bidrog till att utlösa det kroatisk-slovenska bondeupproret 1573. Sabor hade som stående kravpunkt till Wien att militärgränserna skulle upplösas och privilegierna dras in så fort som det ottomanska hotet var över. Under 1500-talet var osmanerna framgångsrika i kriget. När deras välde var som störst i Kroatien på 1590-talet, kontrollerade kroaterna i princip endast området runt nuvarande huvudstaden Zagreb. På 1680-talet, efter en misslyckad belägring av Wien, vände osmanernas krigslycka och Habsburgarna var på offensiven. Habsburgarnas motoffensiver mot osmanerna 1683-1699 orsakade enorma folkomflyttningar. Från kroatiska Slavonien flydde hela den muslimska befolkningen, kanske upp mot 100 000 personer, till Bosnien när Slavonien befriades från turkarna. När Habsburgarnas trupper drog sig tillbaka från räder i Bosnien, där bland annat Sarajevo hade stuckits i brand, hade de med sig ett släptåg av en stor del av den katolska befolkningen som flydde av rädsla för ottomansk hämnd. Habsburgarna uppmanade serber, bulgarer och albaner att göra uppror mot osmanerna. Den serbiske patriarken Arsenije III Čarnojević som började tro att Ottomanska riket skulle kollapsa proklamerade sitt stöd för Habsburgarna och en mindre serbisk revolt mot osmanerna inleddes. Osmanerna kraftsamlade sig till motoffensiv 1690 och när de Habsburgska trupperna retirerade, hamnade de serber som stött Habsburgarna i en mycket svår sits. Den serbiske patriarken valde, inför överhängande hot om turkisk hämnd, att fly och ledde själv runt 30 000 serbiska familjer till Slavonien och nuvarande Vojvodina (dåvarande Szerém i södra Ungern), där den österrikiske kejsaren Leopold I hade lovat dem land. Återbefolkningen av Slavonien var inte över med de hemvändande kroaterna och de serbiska flyktingarna, utan i mitten av 1700-talet bjöd Maria Theresia in även tyskar, ungrare, slovaker, rutener, albanska katoliker och judar.
I slutet av 1800-talet, när Ottomanska Riket var på stark tillbakagång och nationalism och idéer om skapandet av nationalstater florerade runt om i Europa, hade den demografiska kartan på Balkanhalvön blivit mycket komplex. Detta försvårade skapandet av nationalstater enligt gängse principer för 1800-talets nationella uppvaknanderörelser, det vill säga enligt språkliga och kulturella avgränsningar. Kroatien hade inom sina historiska gränser fått en 25% stor minoritet av serbisk-ortodoxa. Från att under medeltiden ha haft en övervägande katolsk befolkning, var nu serbisk-ortodoxa den största kristna gruppen i det som idag är Bosnien-Hercegovina och därtill fanns en muslimsk population. Dagens Kosovo hade en stor albansk och muslimsk population. I dagens Nordmakedonien, Grekland och Bulgarien fanns slaver, albaner och muslimer, med flera. Serberna räknade alla som tillhörde serbisk-ortodoxa kyrkan som serber, oavsett om de var serber, montenegriner, makedonier, hade bosniskt, eller valachiskt ursprung, och ville samla alla i en stat. Kroaterna såg bosnierna till stor del som kroater som konverterat till serbisk-ortodoxa kyrkan eller islam. Grekerna såg slaviskspråkiga i nuvarande Nordmakedonien som greker som slaviferats, serberna ansåg de var sydserber och bulgarerna att de var bulgarer (makedonska språk är närstående det bulgariska). Italienarna ansåg att den delvis italiserade befolkningen i de tidigare venetianska områdena i Istrien och Dalmatien var italienare, även de slaviskspråkiga som de menade bara hade slaviferats. Italiseringen hade också bidragit till att ersätta den inhemska latinska kulturen, med nu borttynande och utdöda romanska språk, såsom Istriotiska, Istrorumänska och dalmatiska som följd. Här ser vi de etniska och geografiska tvistefrågor på Balkan som kom till ytan i Balkankrigen, första världskriget, andra världskriget och i de Jugoslaviska krigen.

## Källhänvisningar
1. ↑  Balkanhalfön i Nordisk familjebok (andra upplagan, 1904)
2. ↑  Store norske leksikon - Balkans historie
3. 1 2  Paul Robert Magosci, 1993. Historical Atlas of Central Europe, University of Washington Press and University of Toronto Press, 274 pp. ISBN 978-0295981468.
4. ↑  Balkan biodiversity – pattern and process in the European Hotspot. Eds. Griffiths, Huw I., Kryštufek, B., Reed, Jane M., 2004. Kluwer Academic Publishers, 333 pp. ISBN 978-90-481-6732-6.
5. 1 2 3  Rockberger, N., 1994. Centraleuropas renässans – från Habsburg till Visegrád. SNS Förlag, Stockholm, 168 pp. ISBN 91-7150-521-0
6. ↑  Robert Elsie, 2004. Historical Dictionary of Kosova. Scarecrow Press, pp. 95-96. ISBN 978-0-8108-5309-6
7. ↑  (kroatiska) Hrvatski studiji Arkiverad 11 oktober 2010 hämtat från the Wayback Machine. Studij povijesti
8. ↑  (kroatiska) Hercegbosna.org Mladen Ančić: Hrvatski ulog u Bosni, 2. prosinca 2009.
9. ↑  (kroatiska) Milan Kruhek: Granice Hrvatskog Kraljevstva u međunarodnim državnim ugovorima, Povijesni prilozi 10/1991., str.37-39, ISSN 0351-9767
10. ↑  Magnusson, K., 1991. Kulturella skillnader i Jugoslavien. Svensk tidskrift, 78, pp. 562-574
11. 1 2 3 4   Magnusson, K., 1991. Kulturella skillnader i Jugoslavien. Svensk tidskrift, 78, pp. 562-574
12. 1 2   Kaser, 1996. Household and family contexts in the Balkans. The history of the family 1, pp. 375-386
13. 1 2  Halpern, J.M., Kaser, K., Wagner, R.A., 1996. Patriarchy in the Balkans: temporal and cross-cultural approaches. The history of the family 1, pp. 425-442
14. ↑  Kaser, K., 1992. Origins of Balkan patriarchy. Modern Greek Studies Yearbook 8, pp. 1-39
15. ↑  Mitterauer, M., 1996. The Balkans in European Comparison. The history of the family 1, pp. 387-406
16. ↑  Grafenauer, B., 2000. Karantanija - izbrane razprave in članki, Slovenska Matica, 304 pp. ISBN 961-213-071-X
17. ↑  "Balkans". Britannica.com. Läst 11 oktober 2014, (engelska)
18. ↑  "Balkans". Britannica.com. Läst 18 mars 2016. (engelska)
19. ↑  Rockberger, N., 2004. Det nya Europa: centraleuropeisk och baltisk historia och politik, SNS Förlag, Stockholm, 364 pp. ISBN 978-91-7150-947-5
20. ↑  Pohl, H.D., Schwaner, B., 2007. Das Buch der österreichischen Namen: Ursprung, Eigenart, Bedeutung, Pischler Verlag, Vienna, pp. 240. ISBN 978-3-85431-442-4, och ISBN 3-85431-442-6
21. ↑  Štih, P, Simonitti, V, Vodopivec, P., 2009. A Slovene history – society, politics, culture, 574 pp.
22. 1 2  Bernik, F., Lauer, R., 2010. Die Grundlagen der Slowenischer Kultur, Abhandlungen der Akademie der Wissenschaften zu Göttingen vol. 6, De Gruyter, pp. 240. ISBN 978-3-11-022077-3
23. ↑  Bairisch auf Slawischer Basis (http://diepresse.com/home/techscience/wissenschaft/360808/index.do?_vl_backlink=/home/techscience/index.do/ Bairisch auf Slawischer Basis)
24. 1 2 3 4 5 6 7 8 9 10 11 12 13 14 15 16 17 18 19 20 21 22 23 24 25 26 27 28  Resic, S., 2013. Balkans historia, Lönngård och Co., pp. 320. ISBN 9789175451008
25. ↑  Georg Holzer, Mittelalterliches slawisches Namengut in Österreich (www.dieuniversitaet-online.at/beitraege/news/mittelalterliches-slawisches-namengut-in-osterreich/10/neste/423.html.)
26. 1 2   Fine, V.A., 1991. The Early medieval Balkans: a critical survey from the sixth to the late twelfth century, University of Michigan Press, 336 pp.
27. ↑  Heka, L., 2008. Hrvatsko-ugarski odnosi od sredinjega vijeka do nagodbe iz 1868. s posebnim osvrtom na pitanja Slavonije. Scrinia Slavonica 8, 152-173. ISSN 1332-4853
28. ↑  Bellamy, A., 2003. Formation of Croatian National Identity. Manchester University Press, 224 pp. ISBN 071906502X
29. ↑   The Western Balkans and European Integtation (http://trade.ec.europa.eu/doclib/html/114088.htm)
30. ↑  EU member countries (http://europa.eu/about-eu/countries/member-countries/slovenia/index_en.htm/)
31. ↑  EuroVoc (http://eurovoc.europa.eu/)
32. ↑  Klimatski atlas Hrvatske, Državni Hidrometeorološki Zavod Hrvatske Arkiverad 11 maj 2012 hämtat från the Wayback Machine.
33. ↑  Basic climate characteristics for the territory of Serbia (standard normal period 1961-1990), Republički hidrometeorološki zavod Srbije Arkiverad 9 mars 2016 hämtat från the Wayback Machine.
34. ↑  The climate of Greece, Hellenic National Meteorological Service Arkiverad 21 september 2016 hämtat från the Wayback Machine.
35. ↑  ”Clima României, Administraţia Natională de Meteorologie”. Arkiverad från originalet den 22 september 2016. https://web.archive.org/web/20160922221235/http://www.meteoromania.ro/anm/?page_id=114%2F. Läst 17 april 2019.
36. ↑  Fine, J.V.A. Jr., 1983, University of Michigan Press, pp. 336
37. ↑  Curta, F., 2007, The Making of the Slavs: History and Archaeology of the Lower Danube Region, c. 500-700. Cambridge University Press, 451 pp
38. ↑   Sedov, V.V., 1995, Archaeological institute of Russian Academy of Sciences, p. 195
39. ↑  Malcolm, N., 1996. Bosnia – a short history. New York University Press, 360 pp.
40. ↑  Turks in Bulgaria: a brief history, Eminov, A. Läst 3 augusti 2016, (engelska)
41. ↑  Karpat, K.H., 2001, The politization of Islam – reconstructing identity, state, faith, and community in the late Ottoman state. Oxford University Press, 544 pp
42. ↑  Goowin, G., 1997, The Jannissaries. Saqui Books, 288 pp.
43. ↑  Vickers, M., 1998., G. Between Serb and Albanian – A history of Kosovo. Columbia University Press, 280 pp.
44. ↑  Tanner, M., 2010, Croatia – A nation forged in war. Yale University Press, 384 pp.
45. ↑  Darovec, A, 1998. A brief history of Istria, ALA publications, Yanchep, Western Australia
46. ↑  Bracewell, C.W., 1992. The Uskos of Senj – piracy, banditry and holy war in the sixteenth century, Cornell University Press, 352 pp.
47. ↑  Lovrenović, I., 2001, Bosnia - A cultural history, New York University Press, 248 pp.
48. ↑  Mezulić, H., Jelić, R., 2005. O Talijanskoj upravi u Istri i Dalmaciji 1918-1943.: nasilno potalijančivanje prezimena, imena i mjesta, Dom i svijet, Zagreb, 244 p.
49. ↑  Regio decreto legge 10 Gennaio 1926, n. 17: Restituzione in forma italiana dei cognomi delle famiglie della provincia di Trento